# أرييل غوستافو بيريرا
أرييل غوستافو بيريرا (بالإسبانية: Ariel Gustavo Pereyra)‏ هو لاعب كرة قدم أرجنتيني في مركز الدفاع، ولد في 2 أكتوبر 1973 في بيرازاتيغي في الأرجنتين. لعب مع جيمناسيا لابلاتا ونادي أتليتيكو كولون ونادي سان لورينزو وهواتشيباتو.